# ويندهام موراي
ويندهام موراي (بالإنجليزية: Charles Wyndham Murray)‏ هو دبلوماسي وسياسي بريطاني (وحمل سابقاً جنسية المملكة المتحدة لبريطانيا العظمى وأيرلندا)، ولد في 22 فبراير 1844، وتوفي في 1 نوفمبر 1928. حزبياً، نشط في حزب المحافظين. في الانتخابات العمومية البريطانية 1892 ‏، انتخب عضو برلمان المملكة المتحدة الـ25 عن دائرة Bath ‏ (4 يوليو 1892 – 8 يوليو 1895) وفي الانتخابات العمومية البريطانية 1895 ‏، انتخب عضو برلمان المملكة المتحدة الـ26 عن دائرة Bath ‏ (13 يوليو 1895 – ) وفي الانتخابات العمومية البريطانية 1900 ‏، انتخب عضو برلمان المملكة المتحدة الـ27 عن دائرة Bath ‏ ( – 8 يناير 1906).